# Dream a Dream
Pour les articles homonymes, voir Dream.
Albums de Charlotte Church
Charlotte Church Enchantment
Dream a Dream est le troisième album musical enregistré mettant en scène la jeune interprète Charlotte Church, alors qu'elle avait quatorze ans en 2000. L'album est principalement une collection de chants de Noël, mais inclut aussi la chanson Dream a Dream, première incursion de Charlotte dans un genre musical influencé par la pop, influencé par la Pavane de Gabriel Fauré et réalisée conjointement avec le chanteur américain Billy Gilman.

## Pistes
1. Dream a Dream
2. O Come All Ye Faithful
3. Little Drummer Boy
4. First Noel
5. Mary's Boy Child
6. Ding Dong Merrily on High
7. Winter Wonderland
8. Christmas Song
9. Hark! The Herald Angels Sing
10. Coventry Carol (lully lullay)
11. Joy To The World
12. When A Child Is Born
13. What Child Is This
14. God Rest Ye Merry Gentlemen
15. Draw Tua Bethlehem
16. Ave Maria
17. Gabriel's Message
18. O Holy Night
19. Lo How A Rose Er'e Blooming
20. Silent Night